# Soutoky řek na území Čech, Moravy a Slezska
Soutoky řek na území Čech, Moravy a Slezska je kniha Víta Ryšánka, která popisuje velké soutoky na území České republiky. Jako kritérium pro zařazení je brána minimální délka přítoku 50 km. Autor osobně všechny přítoky navštívil s manželkou a popisuje podrobně přístup ke špicím soutoku. Přístup je popsán jak pro cesty na kole, autem i autobusem. Popisovány jsou také břehy v okolí soutoku a blízké budovy, mosty a jezy. Stručná část je také věnována blízkému městu a jeho památkám.

## Popsané soutoky podle povodí

### Povodí Labe
- Bílina s Labem
- Cidlina s Labem
  - Bystřice (chlumecká) s Cidlinou
- Doubrava s Labem
- Chrudimka s Labem
- Jizera s Labem
- Loučná s Labem
- Metuje s Labem
- Mrlina s Labem
- Ohře s Labem
- Orlice s Labem
  - Dědina s Orlicí
  - Divoká a Tichá Orlice
- Ploučnice s Labem
- Úpa s Labem
- Vltava s Labem
- Výrovka s Labem

### Povodí Vltavy
- Berounka s Vltavou
  - Litavka s Berounkou
  - Loděnice s Berounkou
  - Radbuza a Mže
    - Úhlava s Radbuzou

  - Střela s Berounkou
  - Úslava s Berounkou
- Lužnice s Vltavou
  - Nežárka s Lužnicí
- Malše s Vltavou
  - Stropnice s Malší
- Otava s Vltavou
  - Blanice (vodňanská) s Otavou
  - Lomnice s Otavou
    - Skalice s Lomnicí
- Sázava s Vltavou
  - Blanice (vlašimská) se Sázavou
  - Želivka se Sázavou (Soutok Sázavy a Želivky)
    - Trnava s Želivkou

### Povodí Ohře
- Odrava s Ohří
- Teplá s Ohří

### Povodí Odry
- Olše s Odrou, viz Soutok Odry a Olše
- Opava s Odrou
  - Moravice s Opavou
- Ostravice s Odrou

### Povodí Moravy
- Bečva s Moravou, viz soutok Bečvy a Moravy
  - Rožnovská a Vsetínská Bečva
- Bystřice (olomoucká) s Moravou
- Dyje s Moravou
  - Jevišovka s Dyjí
  - Kyjovka s Dyjí
    - Jihlava se Svratkou
      - Rokytná s Jihlavou

    - Litava (Cezava) se Svratkou
    - Loučka se Svratkou
    - Svitava se Svratkou

  - Želetavka s Dyjí
- Haná s Moravou
- Moravská Sázava s Moravou
- Oskava s Moravou

## 1. vydání
- Rok vydání: 2006, tvrdá vazba
- Vydavatel: nakladatelství Libri
- Obálka, grafická úprava a sazba z písma: Chaparral Pro studio Lacerta
- Počet stran: 237
- ISBN 80-7277-311-9